# Helenów (Łódź)

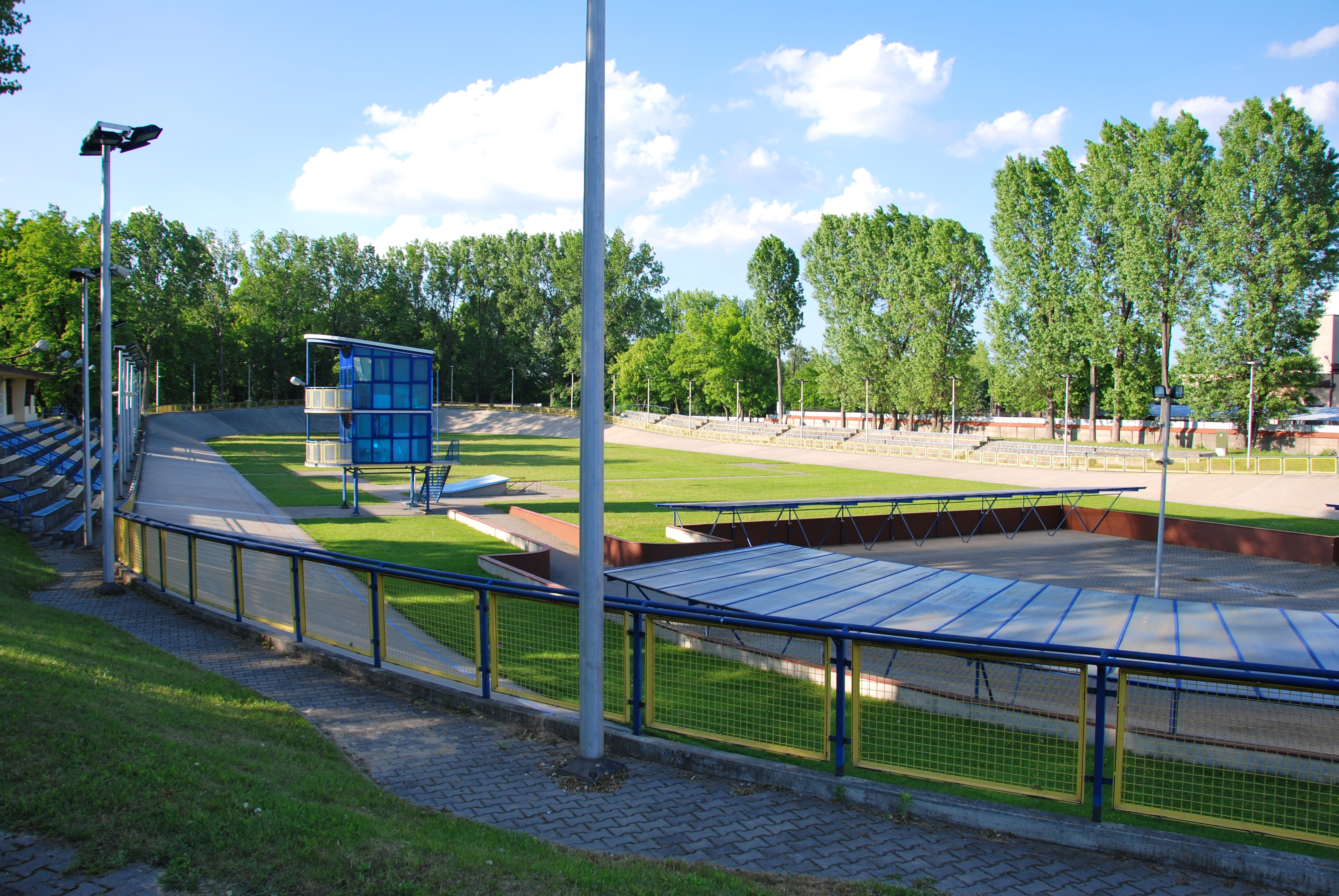
Tor kolarski Społem

Helenów – obszar Systemu Informacji Miejskiej w Łodzi położony w południowo-wschodniej części  Bałut (osiedle administracyjne Bałuty-Doły), obejmujący przede wszystkim dwa parki Helenów i Ocalałych.

## Charakterystyka
Nazwa obszaru pochodzi od parku, który znajduje się na jego terenie. Poza tym w jego obrębie mieszczą się: kościół Starokatolicki Mariawitów pw. św. Franciszka z Asyżu, Pałac Bidermanna, Szpital MSWiA, Regionalne Centrum Krwiodawstwa i Krwiolecznictwa, Uniwersytecki Szpital Kliniczny nr 4 (popularny wśród Łodzian jako „szpital przy Spornej”), obiekty dawnej Wojskowej Akademii Medycznej (dziś Uniwersytetu Medycznego), Instytut Psychologii Uniwersytetu Łódzkiego, łódzka delegatura Agencji Bezpieczeństwa Wewnętrznego, dworzec PKS Łódź Północny, Wydział Praw Jazdy i Rejestracji Pojazdów Urzędu Miasta (w dawnym budynku dworca Północnego), tor kolarski klubu „Społem", zabytkowa drewniana zabudowa przy ul. Spornej (na tzw. „Kusym Kącie") oraz ogrody działkowe.

## Granice
Granica przebiega w sposób następujący:
- od północy – ul. Wojska Polskiego
- od wschodu – ul. bł. A. Pankiewicza, al. G. Palki
- od południa – ul. Źródłowa, ul. gen. J. Dwernickiego, ul. Północna
- od zachodu – ul. Franciszkańska